# 銀河鉄道の夜 (ZABADAKの曲)
「銀河鉄道の夜」（ぎんがてつどうのよる）は、日本の音楽ユニット、ZABADAKが1996年に発表した楽曲。作曲は吉良知彦、作詞はCara Jones。アルバム『光降る朝』及び『STORIES』収録。

## 概要
楽曲自体の初出は、1995年に発表されたアルバム『賢治の幻燈』の「Prologue」である。『賢治の幻燈』は宮澤賢治生誕100周年を記念して作られたコンセプチュアル・アルバムであり、その中からいくつかのトラックを所収したアルバムが1996年発表の『光降る朝』である。その際、「Prologue」に入っていた宮澤賢治の短編集『注文の多い料理店』の序を用いたモノローグ部を外して改題したものが今作となっている。

## アレンジ
吉良知彦による同メロディのアレンジが幾つか存在する。
「Prologue」
アルバム『賢治の幻燈』収録。作詞・コーラス：Cara Jones、ナレーション：原マスミ。モノローグ部は『注文の多い料理店』の序より。
「エピロヲグ〜銀河鉄道の夜〜」
アルバム『賢治の幻燈』収録。メロディ全体に歌詞が付けられたギターアレンジ。「銀河鉄道の夜」というタイトル自体はこの楽曲が初出。英語作詞・コーラス：Cara Jones、日本語作詞：小峰公子。
「サザンクロスの彼方まで」
サウンドトラック『ケンジ先生』収録。演劇集団キャラメルボックスの演劇『ケンジ先生』用にアレンジされたもの。メロディ全体に歌詞が付けられ、楽器の追加やサウンドエフェクトなどのアレンジがなされている。作詞：成井豊。